# Liste der Kulturdenkmäler in Edertal
Die folgende Liste enthält die in der Denkmaltopographie ausgewiesenen Kulturdenkmäler auf dem Gebiet  der Gemeinde Edertal, Waldeck-Frankenberg, Hessen.
Hinweis: Die Reihenfolge der Denkmäler in dieser Liste orientiert sich zunächst an Ortsteilen und anschließend der Anschrift, alternativ ist sie auch nach der Bezeichnung, der vom Landesamt für Denkmalpflege vergebenen Nummer oder der Bauzeit sortierbar.
Kulturdenkmäler werden fortlaufend im Denkmalverzeichnis des Landes Hessen durch das Landesamt für Denkmalpflege Hessen auf Basis des Hessischen Denkmalschutzgesetzes (HDSchG) geführt. Die Schutzwürdigkeit eines Kulturdenkmals hängt nicht von der Eintragung in das Denkmalverzeichnis des Landes Hessen oder der Veröffentlichung in der Denkmaltopographie ab.

Das Denkmalverzeichnis für diesen Bereich liegt noch nicht vor. Die bisher bekannten Bau- und Kunstdenkmäler hat das Landesamt für Denkmalpflege Hessen in sogenannten Arbeitslisten erfasst. Den Arbeitslisten liegen Erkenntnisse aus Akten, Ortsbegehungen und Denkmalinventaren, jedoch keine neuere systematische Forschung, zugrunde. Die Benehmensherstellung mit der Gemeinde gemäß § 11 Abs. 1 HDSchG ist noch nicht erfolgt.
Das Vorhandensein oder Fehlen eines Objekts in dieser Liste ist keine rechtsverbindliche Auskunft darüber, ob es Kulturdenkmal ist oder nicht: Diese Liste entspricht möglicherweise nicht dem aktuellen Stand der offiziellen Denkmaltopographie. Diese ist für Hessen in den entsprechenden Bänden der Denkmaltopographie Bundesrepublik Deutschland und im Internet unter DenkXweb – Kulturdenkmäler in Hessen einsehbar. Auch diese Quellen sind, obwohl sie durch das Landesamt für Denkmalpflege Hessen aktualisiert werden, nicht immer aktuell, da es im Denkmalbestand immer wieder Änderungen gibt.
Eine verbindliche Auskunft erteilt allein das Landesamt für Denkmalpflege Hessen.
Nutze diese Kartenansicht, um Koordinaten in der Liste zu setzen. In dieser Kartenansicht sind Kulturdenkmale ohne Koordinaten mit einem roten bzw. orangen Marker dargestellt und können in der Karte gesetzt werden. Kulturdenkmale ohne Bild sind mit einem blauen bzw. roten Marker gekennzeichnet, Kulturdenkmale mit Bild mit einem grünen bzw. orangen Marker.

## Gesamtanlagen
| Bild                  | Bezeichnung                       | Lage                               | Beschreibung | Bauzeit | Objekt-Nr. |
| --------------------- | --------------------------------- | ---------------------------------- | ------------ | ------- | ---------- |
| Bild gesucht BW       | Historischer Ortskern             | Afföldern, Gesamtanlage 1 Lage     |              |         | 169085 DDB |
| Bild gesucht BW       | Ortserweiterung an der Bahntrasse | Afföldern, Gesamtanlage 2 Lage     |              |         | 924320 DDB |
| Bild gesucht BW       | Historischer Ortskern             | Anraff, Gesamtanlage 1 Lage        |              |         | 169091 DDB |
| Bild gesucht BW       | Historischer Ortskern             | Bergheim, Gesamtanlage 1 Lage      |              |         | 169101 DDB |
| Bild gesucht BW       | Historischer Ortskern             | Böhne, Gesamtanlage 1 Lage         |              |         | 169121 DDB |
| Bild gesucht BW       | Historischer Ortskern             | Bringhausen, Gesamtanlage 1 Lage   |              |         | 169134 DDB |
| Bild gesucht BW       | Historischer Ortskern             | Buhlen, Gesamtanlage 1 Lage        |              |         | 169137 DDB |
| Bild gesucht BW       | Historischer Ortskern             | Gellershausen, Gesamtanlage 1 Lage |              |         | 169149 DDB |
| Bild gesucht BW       | Historischer Ortskern             | Giflitz, Gesamtanlage 1 Lage       |              |         | 169169 DDB |
| Historischer Ortskern | Historischer Ortskern             | Hemfurth, Gesamtanlage 1 Lage      |              |         | 169178 DDB |
| Historischer Ortskern | Historischer Ortskern             | Kleinem, Gesamtanlage 1 Lage       |              |         | 169193 DDB |
| Bild gesucht BW       | Historischer Ortskern             | Königshagen, Gesamtanlage 1 Lage   |              |         | 169207 DDB |
| Bild gesucht BW       | Historischer Ortskern             | Mehlen, Gesamtanlage 1 Lage        |              |         | 169225 DDB |
| Bild gesucht BW       | Historischer Ortskern             | Wellen, Gesamtanlage 1 Lage        |              |         | 169922 DDB |

## Kulturdenkmäler nach Ortsteilen

### Affoldern
| Bild              | Bezeichnung                                  | Lage                                                                                | Beschreibung | Bauzeit | Objekt-Nr. |
| ----------------- | -------------------------------------------- | ----------------------------------------------------------------------------------- | ------------ | ------- | ---------- |
| Bild gesucht BW   | Fachwerkwohnhaus                             | Am Mühlengraben 6 LageFlur: 1, Flurstück: 181/2                                     |              |         | 169086 DDB |
| Bild gesucht BW   | Sachgesamtheit Eisenbahn                     | Eisenbahn, B 485 LageFlur: 3, 4, Flurstück: 36/28, 5/4, 5/5, 6/1, 78/28, 93/3, 43/2 |              |         | 953782 DDB |
| Fachwerkwohnhaus  | Fachwerkwohnhaus                             | Hemfurther Straße 2 LageFlur: 6, Flurstück: 24/2                                    |              |         | 169087 DDB |
| Bild gesucht BW   | Hofanlage, Heimatstil                        | Hemfurther Straße 21 LageFlur: 6, Flurstück: 6/20                                   |              |         | 926585 DDB |
| Fachwerkwohnhaus  | Fachwerkwohnhaus                             | Kasseler Straße 2 LageFlur: 1, Flurstück: 94/16, 94/7                               |              |         | 924321 DDB |
| Fachwerkwohnhaus  | Fachwerkwohnhaus                             | Kasseler Straße 4 LageFlur: 1, Flurstück: 111/6                                     |              |         | 924322 DDB |
| weitere Bilder    | Evangelische Kirche                          | Kasseler Straße 6 LageFlur: 1, Flurstück: 165/13                                    |              |         | 169089 DDB |
| Fachwerkhofanlage | Fachwerkhofanlage                            | Kasseler Straße 7 LageFlur: 1, Flurstück: 65/3, 69/6                                |              |         | 924323 DDB |
| Fachwerkeinhaus   | Fachwerkeinhaus                              | Kasseler Straße 14 LageFlur: 1, Flurstück: 56/2                                     |              |         | 169090 DDB |
| Bild gesucht BW   | Ehemalige Fürstliche Oberförsterei Affoldern | Ratzeburg 1 LageFlur: 7, Flurstück: 16/3                                            |              |         | 85415 DDB  |

### Anraff
| Bild            | Bezeichnung                                              | Lage                                                                                     | Beschreibung | Bauzeit | Objekt-Nr. |
| --------------- | -------------------------------------------------------- | ---------------------------------------------------------------------------------------- | ------------ | ------- | ---------- |
| Bild gesucht BW | Flurquerdielenhaus, Fachwerk                             | Altwildunger Straße 5a LageFlur: 1, Flurstück: 161/1                                     |              |         | 169095 DDB |
| Bild gesucht BW | Wohnstallhaus + Wirtschaftsgebäude                       | Altwildunger Straße 7 LageFlur: 1, Flurstück: 70/4                                       |              |         | 924324 DDB |
| Bild gesucht BW | Fachwerkwohnhaus                                         | Altwildunger Straße 8 LageFlur: 1, Flurstück: 90/2                                       |              |         | 169092 DDB |
| Bild gesucht BW | Fachwerkwohnhaus und Fachwerkscheune                     | Altwildunger Straße 11 LageFlur: 1, Flurstück: 63/1                                      |              |         | 169093 DDB |
| weitere Bilder  | Evangelische Kirche                                      | Altwildunger Straße 14 LageFlur: 1, Flurstück: 52/1                                      |              |         | 169094 DDB |
| Bild gesucht BW | Sachgesamtheit Eisenbahn                                 | Eisenbahn LageFlur: 2, 4, Flurstück: 200/15, 201/54, 204/39, 66/2, 120/7, 128/14, 188/85 |              |         | 953778 DDB |
| Bild gesucht BW | Fachwerkwohnhaus + Wirtschaftsanbau + Wirtschaftsgebäude | Königsberger Straße 6 LageFlur: 1, Flurstück: 10                                         |              |         | 169097 DDB |
| Bild gesucht BW | Fachwerkhofanlage                                        | Königsberger Straße 7 LageFlur: 1, Flurstück: 102/3                                      |              |         | 955640 DDB |
| Bild gesucht BW | Fachwerkeinhaus + Anbau                                  | Königsberger Straße 10 LageFlur: 1, Flurstück: 28/1                                      |              |         | 169098 DDB |
| Bild gesucht BW | Fachwerkhofanlage                                        | Rundweg 4 LageFlur: 1, Flurstück: 198/21                                                 |              |         | 169099 DDB |
| Bild gesucht BW | Altes Forsthaus                                          | Ziegeleiweg 2 LageFlur: 1, Flurstück: 114/1                                              |              |         | 169100 DDB |

### Bergheim
| Bild            | Bezeichnung                                      | Lage | Beschreibung                               | Bauzeit | Objekt-Nr. |
| --------------- | ------------------------------------------------ | --- | ------------------------------------------ | ------- | ---------- |
| Bild gesucht BW | Jüdischer Friedhof                               | Am Weinberg LageFlur: 2, Flurstück: 40/5                                                                    |                                            |         | 924328 DDB |
| Bild gesucht BW | Selbstständige Evangelisch Lutherische Kirche    | Bergheimer Straße (Bergheim) 16 LageFlur: 5, Flurstück: 107/17                                              |                                            |         | 169106 DDB |
| Bild gesucht BW | Friedhof mit Grabstätten der fürstlichen Familie | Böhner Straße LageFlur: 1, Flurstück: 5/3                                                                   |                                            |         | 955646 DDB |
| Bild gesucht BW | Fachwerkhofanlage                                | Böhner Straße 1 LageFlur: 1, Flurstück: 126/6                                                               |                                            |         | 169107 DDB |
| Bild gesucht BW | Wohnhaus + Stall + Scheune                       | Böhner Straße 3 LageFlur: 1, Flurstück: 123/10                                                              |                                            |         | 169108 DDB |
| Bild gesucht BW | Querdielenhaus, Fachwerk                         | Böhner Straße 4 LageFlur: 1, Flurstück: 15/2                                                                |                                            |         | 169109 DDB |
| Bild gesucht BW | Hakenhof                                         | Böhner Straße 7 LageFlur: 6, Flurstück: 28/46, 28/50                                                        |                                            |         | 957170 DDB |
| Bild gesucht BW | Streckhof                                        | Böhner Straße 10 LageFlur: 6, Flurstück: 34/3                                                               |                                            |         | 957171 DDB |
| Bild gesucht BW | Edermühle                                        | Edermühle (Bergheimer Straße) LageFlur: 5, Flurstück: 92/11, 92/12, 94/1                                    |                                            |         | 924325 DDB |
| Bild gesucht BW | Sachgesamtheit Eisenbahn                         | Eisenbahn, Plan, L3383, Eder LageFlur: 5, 6, Flurstück: 1/8, 280/1, 282/192, 301/1, 5/6, 13/31, 64/2, 99/31 |                                            |         | 953780 DDB |
| Bild gesucht BW | Hepemühle                                        | Hepemühle 1 LageFlur: 3, Flurstück: 55/1                                                                    |                                            |         | 169105 DDB |
| Bild gesucht BW | Ehem. Schulhaus + Scheune                        | Hopperstraße 1 LageFlur: 1, Flurstück: 36/3                                                                 |                                            |         | 169110 DDB |
| Bild gesucht BW | Fachwerkwohnhaus                                 | Hopperstraße 3 LageFlur: 1, Flurstück: 38                                                                   |                                            |         | 169111 DDB |
| Bild gesucht BW | Fachwerkwohnhaus                                 | Hopperstraße 8 LageFlur: 1, Flurstück: 57/1                                                                 |                                            |         | 169112 DDB |
| Bild gesucht BW | Fachwerkwohnhaus mit Diele + Anbau               | Hopperstraße 9 LageFlur: 1, Flurstück: 252/47                                                               |                                            |         | 924326 DDB |
| Bild gesucht BW | Fachwerkscheune                                  | Hopperstraße 10 LageFlur: 1, Flurstück: 56/2                                                                |                                            |         | 169113 DDB |
| Bild gesucht BW | ehemalige Synagoge                               | Kirchstraße 4 LageFlur: 1, Flurstück: 42/1                                                                  |                                            |         | 924327 DDB |
| weitere Bilder  | Evangelische Kirche, ehem. St. Martin            | Kirchstraße 7 LageFlur: 1, Flurstück: 34/4, 34/5                                                            |                                            |         | 169114 DDB |
| Bild gesucht BW | Pfarrhaus + Schulhaus                            | Kirchstraße 8 LageFlur: 1, Flurstück: 33/8                                                                  |                                            |         | 169115 DDB |
| weitere Bilder  | Schlossanlage                                    | Schloßstraße 6, Schloßstraße 8, Schloßstraße 6a LageFlur: 1, Flurstück: 133/2, 133/5, 133/8, 133/9, 135/8   |                                            |         | 169950 DDB |
| Bild gesucht BW | Wohnhaus, zeitweise Schule                       | Schulstraße 1 LageFlur: 1, Flurstück: 2/6                                                                   | Heutige Nutzung als Dorfgemeinschaftshaus. |         | 169116 DDB |
| Bild gesucht BW | Wohnhaus + Wirtschaftsgebäude                    | Schulstraße 2 LageFlur: 1, Flurstück: 142/1                                                                 |                                            |         | 169117 DDB |
| Bild gesucht BW | Hakenhof                                         | Schulstraße 5, Schulstraße 5a LageFlur: 1, Flurstück: 19/1                                                  |                                            |         | 169118 DDB |
| Bild gesucht BW | Fachwerkwohnhaus                                 | Wellener Straße 5 LageFlur: 1, Flurstück: 95/4                                                              |                                            |         | 169119 DDB |
| Bild gesucht BW | Hakenhof                                         | Wellener Straße 7 LageFlur: 1, Flurstück: 96                                                                |                                            |         | 169120 DDB |

### Böhne
| Bild            | Bezeichnung                                                | Lage                                                              | Beschreibung | Bauzeit | Objekt-Nr. |
| --------------- | ---------------------------------------------------------- | ----------------------------------------------------------------- | ------------ | ------- | ---------- |
| Bild gesucht BW | Fachwerkeinhaus                                            | Am Dorfplatz 1 LageFlur: 1, Flurstück: 120/6                      |              |         | 924329 DDB |
| Bild gesucht BW | Fachwerkhofanlage                                          | Am Dorfplatz 5 LageFlur: 1, Flurstück: 123/1                      |              |         | 924330 DDB |
| Bild gesucht BW | Flurquerdielenhaus, Fachwerk                               | Am Dorfplatz 7 LageFlur: 1, Flurstück: 128/1                      |              |         | 938953 DDB |
| Bild gesucht BW | Einhaus, Scheune und Hofpflasterung                        | Am Dorfplatz 9 LageFlur: 1, Flurstück: 30/1                       |              |         | 955647 DDB |
| Bild gesucht BW | Untermühle                                                 | Am Roten Berg 2 LageFlur: 18, Flurstück: 16/1                     |              |         | 169122 DDB |
| Bild gesucht BW | Evangelische Kirche                                        | Goldbergstraße 7, Goldbergstraße LageFlur: 1, Flurstück: 18/2, 19 |              |         | 169126 DDB |
| Bild gesucht BW | Fachwerkeinhaus                                            | Goldbergstraße 9 LageFlur: 1, Flurstück: 174/20                   |              |         | 924331 DDB |
| Bild gesucht BW | Fachwerkwohnhaus                                           | Goldbergstraße 11 LageFlur: 1, Flurstück: 14/4                    |              |         | 169124 DDB |
| Bild gesucht BW | Alte Schule                                                | Kißweg 2 LageFlur: 1, Flurstück: 65/7                             |              |         | 924332 DDB |
| Bild gesucht BW | Flurquerdielenhaus, Fachwerk                               | Kißweg 3 LageFlur: 1, Flurstück: 59/3                             |              |         | 169128 DDB |
| Bild gesucht BW | Fachwerkeinhaus + Scheune                                  | Kißweg 5 LageFlur: 1, Flurstück: 57/4                             |              |         | 169129 DDB |
| Bild gesucht BW | ehem. Fachwerkeinhaus + Erweiterungen                      | Netzer Straße 17 LageFlur: 1, Flurstück: 142/2                    |              |         | 169130 DDB |
| Bild gesucht BW | Hakenhof                                                   | Netzer Straße 18 LageFlur: 10, Flurstück: 7/1                     |              |         | 955648 DDB |
| Bild gesucht BW | Fachwerkhofanlage                                          | Netzer Straße 22 LageFlur: 1, Flurstück: 102/2                    |              |         | 955649 DDB |
| Bild gesucht BW | Fachwerkwohnhaus                                           | Netzer Straße 23 LageFlur: 1, Flurstück: 117/1                    |              |         | 169131 DDB |
| Bild gesucht BW | Fachwerkhofanlage, Wohnhaus + Scheune + Wirtschaftsgebäude | Netzer Straße 32 LageFlur: 1, Flurstück: 48/2                     |              |         | 924333 DDB |
| Bild gesucht BW | Flurquerdielenhaus                                         | Netzer Straße 34 LageFlur: 1, Flurstück: 51/2                     |              |         | 169133 DDB |

### Bringhausen
| Bild                                     | Bezeichnung                              | Lage                                                | Beschreibung          | Bauzeit | Objekt-Nr. |
| ---------------------------------------- | ---------------------------------------- | --------------------------------------------------- | --------------------- | ------- | ---------- |
| weitere Bilder                           | Evangelische Kirche                      | Daudenbergstraße 12 LageFlur: 3, Flurstück: 54/10   |                       |         | 169135 DDB |
| Ehemaliges staatliches Forstdienstgehöft | Ehemaliges staatliches Forstdienstgehöft | Daudenbergstraße 27 LageFlur: 3, Flurstück: 14/1    | Forsthaus Bringhausen |         | 924334 DDB |
| Fachwerkhofanlage                        | Fachwerkhofanlage                        | Fünfseenblickstraße 1 LageFlur: 3, Flurstück: 12/1  |                       |         | 924335 DDB |
| Fachwerkwohnhaus                         | Fachwerkwohnhaus                         | Fünfseenblickstraße 3 LageFlur: 3, Flurstück: 16/5  |                       |         | 169136 DDB |
| Fachwerkeinhaus +Anbau                   | Fachwerkeinhaus +Anbau                   | Fünfseenblickstraße 8 LageFlur: 3, Flurstück: 49/10 |                       |         | 924336 DDB |
| ehem. Gemeindehaus                       | ehem. Gemeindehaus                       | Gemeindeweg 2 LageFlur: 3, Flurstück: 73/12         |                       |         | 924337 DDB |

### Buhlen
| Bild            | Bezeichnung              | Lage | Beschreibung                                        | Bauzeit | Objekt-Nr. |
| --------------- | ------------------------ | --- | --------------------------------------------------- | ------- | ---------- |
| Bild gesucht BW | Evangelische Kirche      | Am Brückengraben 2, Hauptstraße 3 LageFlur: 1, Flurstück: 33/1, 35/1, 35/2                                                                |                                                     |         | 169138 DDB |
| Bild gesucht BW | Bahnhof                  | Am Michelskopf 3 LageFlur: 4, Flurstück: 9/1                                                                                              |                                                     |         | 86473 DDB  |
| Bild gesucht BW | Eisenbahnbrücke          | Ederseebahn-Radweg LageFlur: 5, Flurstück: 13/4                                                                                           |                                                     |         | 86474 DDB  |
| Bild gesucht BW | Sachgesamtheit Eisenbahn | Eisenbahn, Ederseebahn-Radweg, Am Michelskopf 3, Am Michelskopf LageFlur: 2, 4, 5, Flurstück: 112/2, 3/1, 90/30, 9/1, 9/2, 9/6, 9/7, 13/4 |                                                     |         | 953783 DDB |
| Bild gesucht BW | Alte Schule              | Hauptstraße 5 LageFlur: 1, Flurstück: 21/4                                                                                                | Heutige Nutzung durch Freiwillige Feuerwehr Buhlen. |         | 924338 DDB |
| Bild gesucht BW | Brunnenkump              | Hauptstraße 5a LageFlur: 1, Flurstück: 21/5                                                                                               |                                                     |         | 169139 DDB |
| Bild gesucht BW | Netzebrücke              | In der Netze (Affoldern), Eisenbahn, B 485 LageFlur: 3, 4, Flurstück: 28/5, 36/28, 36/29, 5/4, 5/5, 6/1, 43/2                             |                                                     |         | 86472 DDB  |
| Bild gesucht BW | Dreiseithof              | Triftstraße 4 LageFlur: 1, Flurstück: 65/1                                                                                                |                                                     |         | 924339 DDB |

### Edersee
| Bild            | Bezeichnung                                   | Lage | Beschreibung                                                    | Bauzeit | Objekt-Nr. |
| --------------- | --------------------------------------------- | --- | --------------------------------------------------------------- | ------- | ---------- |
| Bild gesucht BW | Verwaltungsgebäude                            | Am Spitzen Rain 4 LageFlur: 10, Flurstück: 38/30 |                                                                 |         | 924349 DDB |
| weitere Bilder  | Ruine Ritterburg Bringhausen                  | Edersee (Südöstlich von Alt-Bringhausen) LageFlur: 2, Flurstück: 3 | Ruine auf der größeren der sogenannten Liebesinseln im Edersee. |         | 169147 DDB |
| Bild gesucht BW | Doppelwohnhaus                                | Lerchenweg 1/3 LageFlur: 10, Flurstück: 51/3, 52 |                                                                 |         | 924350 DDB |
| Bild gesucht BW | Doppelwohnhaus                                | Lerchenweg 4/6 LageFlur: 10, Flurstück: 59/1, 60 |                                                                 |         | 924351 DDB |
| Bild gesucht BW | Doppelwohnhaus                                | Lerchenweg 5/7 LageFlur: 10, Flurstück: 47, 50/2 |                                                                 |         | 924352 DDB |
| Bild gesucht BW | Doppelwohnhaus                                | Lerchenweg 9/11 LageFlur: 10, Flurstück: 43, 46 |                                                                 |         | 924353 DDB |
| weitere Bilder  | Edertalsperre mit Kraftwerken Hemfurth I + II | Sperrmauer, Am Eckwege, Auf dem spitzen Raine, Eder, Unter der Sperrmauer LageFlur: 9, 10, Flurstück: 31/1, 13/5, 14, 22, 25/4, 25/5, 25/3, 26/3, 28/3, 30, 32, 33, 28/2 |                                                                 |         | 86513 DDB  |
| Bild gesucht BW | Transformatorenturm                           | Talstraße LageFlur: 10, Flurstück: 64/3 |                                                                 |         | 924355 DDB |
| Bild gesucht BW | Doppelwohnhaus                                | Talstraße 4/6 LageFlur: 10, Flurstück: 65/1, 66 |                                                                 |         | 924354 DDB |
| Bild gesucht BW | Doppelwohnhaus                                | Zur Sperrmauer (Edersee) 48/50 LageFlur: 10, Flurstück: 53/1, 53/2 |                                                                 |         | 924356 DDB |
| Bild gesucht BW | Doppelwohnhaus + Schuppen                     | Zur Sperrmauer (Edersee) 52/54 LageFlur: 10, Flurstück: 48, 49 |                                                                 |         | 924357 DDB |
| Bild gesucht BW | Doppelwohnhaus                                | Zur Sperrmauer (Edersee) 56/58 LageFlur: 10, Flurstück: 44/4, 45/3 |                                                                 |         | 924358 DDB |

### Gellershausen
| Bild            | Bezeichnung                        | Lage                                                  | Beschreibung | Bauzeit | Objekt-Nr. |
| --------------- | ---------------------------------- | ----------------------------------------------------- | ------------ | ------- | ---------- |
| Bild gesucht BW | Wohn- und Wirtschaftsgebäude       | Am Gersthof 5 LageFlur: 1, Flurstück: 275/73          |              |         | 169151 DDB |
| Bild gesucht BW | Fachwerkwohnhaus                   | Am Gersthof 10 LageFlur: 1, Flurstück: 62             |              |         | 169153 DDB |
| Bild gesucht BW | Evangelische Kirche                | Am Kirchraine LageFlur: 1, Flurstück: 5, 6/1          |              |         | 169154 DDB |
| Bild gesucht BW | Fachwerkhofanlage                  | An der Litt 1 LageFlur: 14, Flurstück: 10/1           |              |         | 169156 DDB |
| Bild gesucht BW | Landhaus Felseck                   | Emdenau 10 LageFlur: 4, Flurstück: 1/1                |              |         | 934930 DDB |
| Bild gesucht BW | Scheune                            | Im Lehmacker 1 LageFlur: 1, Flurstück: 187/7          |              |         | 169158 DDB |
| Bild gesucht BW | Scheune                            | Im Lehmacker 2 LageFlur: 1, Flurstück: 99/2           |              |         | 169159 DDB |
| Bild gesucht BW | Wohnstallhaus                      | Lindenstraße 4 LageFlur: 1, Flurstück: 85/6, 85/8     |              |         | 169161 DDB |
| Bild gesucht BW | Hakenhof                           | Wesebachstraße 4 LageFlur: 1, Flurstück: 97/1         |              |         | 169164 DDB |
| Bild gesucht BW | Wohnstallhaus und Doppelscheune    | Wesebachstraße 6 LageFlur: 1, Flurstück: 185/2, 204/1 |              |         | 169165 DDB |
| Bild gesucht BW | Fachwerkwohnhaus                   | Wesebachstraße 7 LageFlur: 1, Flurstück: 130/4        |              |         | 924340 DDB |
| Bild gesucht BW | Fachwerkwohnhaus und Doppelscheune | Wesebachstraße 14 LageFlur: 1, Flurstück: 215/4       |              |         | 169166 DDB |
| Bild gesucht BW | Fachwerkeinhaus                    | Wesebachstraße 16 LageFlur: 1, Flurstück: 218/2       |              |         | 169167 DDB |

### Giflitz
| Bild            | Bezeichnung                        | Lage | Beschreibung                                 | Bauzeit | Objekt-Nr. |
| --------------- | ---------------------------------- | --- | -------------------------------------------- | ------- | ---------- |
| Bild gesucht BW | Bahnhof                            | Am Wasserturm 2 LageFlur: 2, Flurstück: 60/234                                                                | Ehemaliges Bahnhofsgebäude Bergheim-Giflitz. |         | 924341 DDB |
| Bild gesucht BW | Speichergebäude                    | Bahnhofstraße 29b LageFlur: 2, Flurstück: 53/56                                                               |                                              |         | 924342 DDB |
| Bild gesucht BW | Sachgesamtheit Eisenbahn           | Eisenbahn, Bahnhofstraße, Am Wasserturm 2 LageFlur: 2, Flurstück: 53/26, 60/215, 60/234, 60/235, 67/80, 67/84 |                                              |         | 953779 DDB |
| Bild gesucht BW | Einhaus                            | Hinterstraße 1 LageFlur: 1, Flurstück: 136/1                                                                  |                                              |         | 169170 DDB |
| Bild gesucht BW | Wohnhaus mit Scheune               | Kleinerner Straße 2 LageFlur: 1, Flurstück: 94/5                                                              |                                              |         | 169171 DDB |
| Bild gesucht BW | Obermühle                          | Kleinerner Straße 13, Mühlwiesen LageFlur: 5, Flurstück: 47/2, 55, 56/1                                       |                                              |         | 169172 DDB |
| Bild gesucht BW | Grundmühle und Transformatorenturm | Kleinerner Straße 17 LageFlur: 5, Flurstück: 10/2, 134/73                                                     |                                              |         | 169173 DDB |
| weitere Bilder  | Evangelische Kirche                | Wildunger Straße LageFlur: 1, Flurstück: 129/1                                                                |                                              |         | 169177 DDB |
| Bild gesucht BW | Fachwerkeinhaus                    | Wildunger Straße 6 LageFlur: 1, Flurstück: 83/4                                                               |                                              |         | 169174 DDB |
| Bild gesucht BW | Ehemalige Meierei                  | Wildunger Straße 11 LageFlur: 1, Flurstück: 164/12                                                            |                                              |         | 169175 DDB |
| Bild gesucht BW | Kornspeicher/Gemeindemagazin       | Wildunger Straße 12 LageFlur: 1, Flurstück: 134/1                                                             |                                              |         | 169176 DDB |

### Hemfurth
| Bild                           | Bezeichnung                           | Lage | Beschreibung | Bauzeit | Objekt-Nr. |
| ------------------------------ | ------------------------------------- | --- | ------------ | ------- | ---------- |
| Flurquerdielenhaus, Fachwerk   | Flurquerdielenhaus, Fachwerk          | Bringhäuser Straße 6 LageFlur: 1, Flurstück: 140/16 |              |         | 169180 DDB |
| Querdielenhaus, Fachwerk       | Querdielenhaus, Fachwerk              | Bringhäuser Straße 7 LageFlur: 1, Flurstück: 118/4 |              |         | 169181 DDB |
| Wohnstallhaus mit Diele        | Wohnstallhaus mit Diele               | Bringhäuser Straße 9 LageFlur: 1, Flurstück: 109/6 |              |         | 169182 DDB |
| Fachwerkeinhaus                | Fachwerkeinhaus                       | Bringhäuser Straße 11 LageFlur: 1, Flurstück: 112/2 |              |         | 924343 DDB |
| Fachwerkeinhaus                | Fachwerkeinhaus                       | Bringhäuser Straße 17 LageFlur: 1, Flurstück: 104/5 |              |         | 169183 DDB |
| Fachwerkhofanlage              | Fachwerkhofanlage                     | Bringhäuser Straße 18 LageFlur: 1, Flurstück: 42/1 |              |         | 924344 DDB |
| Bild gesucht BW                | Fachwerkwohnhaus                      | Bringhäuser Straße 19 LageFlur: 1, Flurstück: 54 |              |         | 924346 DDB |
| Fachwerkwohnhaus               | Fachwerkwohnhaus                      | Bringhäuser Straße 20 LageFlur: 1, Flurstück: 27/1 |              |         | 924345 DDB |
| Bild gesucht BW                | Neue Schule                           | Bringhäuser Straße 24 LageFlur: 1, Flurstück: 50/3 |              |         | 924347 DDB |
| Bild gesucht BW                | Fachwohnhaus und Wirtschaftsanbau     | Bringhäuser Straße 27 LageFlur: 1, Flurstück: 62/3 |              |         | 169184 DDB |
| Ederseeheim                    | Ederseeheim                           | Brühlfeld 2 LageFlur: 11, Flurstück: 7/3, 7/4 |              |         | 169185 DDB |
| Bild gesucht BW                | Luftschutzsicherung der Edertalsperre | Hammerberg, Auf dem Hammerberge, Uhrschlade, Am Hohenseitsrücken, Eckweg, Auf dem spitzen Raine LageFlur: 4, 8, 9, 10, Flurstück: 13/11, 14/3, 11, 2, 22, 3/3 |              |         | 957961 DDB |
| Wohnstallhaus und Nebengebäude | Wohnstallhaus und Nebengebäude        | Im Kleegarten 1 LageFlur: 1, Flurstück: 103/2 |              |         | 169186 DDB |
| Evangelische Kirche            | Evangelische Kirche                   | Im Kleegarten 5 LageFlur: 1, Flurstück: 91/7 |              |         | 169187 DDB |
| Feuerwehrhaus                  | Feuerwehrhaus                         | Im Kleegarten 8 LageFlur: 1, Flurstück: 59/1 |              |         | 924348 DDB |
| Fachwerkwohnhaus               | Fachwerkwohnhaus                      | Im Kleegarten 10 LageFlur: 1, Flurstück: 60/3 |              |         | 169188 DDB |
| Feldscheune, Bruchstein        | Feldscheune, Bruchstein               | Kirschpfuhl LageFlur: 8, Flurstück: 23/3 |              |         | 952738 DDB |
| Bild gesucht BW                | Fachwerkwohnhaus                      | Klausbergstraße 3 LageFlur: 1, Flurstück: 8 |              |         | 169189 DDB |
| Bild gesucht BW                | Fachwerkwohnhaus                      | Klausbergstraße 7 LageFlur: 1, Flurstück: 21/1 |              |         | 169190 DDB |
| Fachwerkeinhaus und Stall      | Fachwerkeinhaus und Stall             | Zur Sperrmauer (Hemfurth) 1 LageFlur: 1, Flurstück: 29/1 |              |         | 169191 DDB |
| Flurquerdielenhaus             | Flurquerdielenhaus                    | Zur Sperrmauer (Hemfurth) 3 LageFlur: 1, Flurstück: 32/9 |              |         | 169192 DDB |

### Kleinern
| Bild            | Bezeichnung                                    | Lage                                                            | Beschreibung | Bauzeit | Objekt-Nr. |
| --------------- | ---------------------------------------------- | --------------------------------------------------------------- | ------------ | ------- | ---------- |
| weitere Bilder  | Evangelische Kirche                            | An der Kirche 1 LageFlur: 1, Flurstück: 126/1                   |              |         | 169194 DDB |
| Bild gesucht BW | Fachwerkwohnhaus                               | An der Kirche 7, Bergstraße 14 LageFlur: 1, Flurstück: 134, 135 |              |         | 924359 DDB |
| Bild gesucht BW | Wohn- und Wirtschaftsgebäude                   | An der Kirche 10 LageFlur: 1, Flurstück: 231/136                |              |         | 169195 DDB |
| Bild gesucht BW | Fachwerkwohnhaus                               | Bergstraße 2 LageFlur: 1, Flurstück: 73/1                       |              |         | 169197 DDB |
| Bild gesucht BW | Fachwerkwohnhaus, Dielen- und Stallerweiterung | Bergstraße 19 LageFlur: 1, Flurstück: 112/10                    |              |         | 924360 DDB |
| Bild gesucht BW | Fachwerkeinhaus                                | Bergstraße 21 LageFlur: 1, Flurstück: 114/5                     |              |         | 169198 DDB |
| Bild gesucht BW | Fachwerkwohnhaus                               | Heimbachstraße 5 LageFlur: 1, Flurstück: 27                     |              |         | 169199 DDB |
| Bild gesucht BW | Fachwerkhofanlage                              | Heimbachstraße 6 LageFlur: 1, Flurstück: 83/1                   |              |         | 924361 DDB |
| Bild gesucht BW | Altes Pfarrhaus                                | Heimbachstraße 11 LageFlur: 1, Flurstück: 2/7                   |              |         | 169200 DDB |
| Bild gesucht BW | Fachwerkwohnhaus                               | Hinter der Schule 3 LageFlur: 1, Flurstück: 71                  |              |         | 955443 DDB |
| Bild gesucht BW | Fachwerkwohnhaus                               | Küferstraße 3 LageFlur: 1, Flurstück: 92                        |              |         | 169201 DDB |
| Bild gesucht BW | Fachwerkwohnhaus                               | Küferstraße 8 LageFlur: 1, Flurstück: 156/1                     |              |         | 169202 DDB |
| Bild gesucht BW | Fachwerkwohnhaus                               | Küferstraße 9 LageFlur: 1, Flurstück: 218/150                   |              |         | 169203 DDB |
| Bild gesucht BW | Gasthof zum Wesetal                            | Wesetalstraße 8 LageFlur: 4, Flurstück: 42/3                    |              |         | 169204 DDB |
| Bild gesucht BW | Fachwerkwohnhaus                               | Wesetalstraße 27 LageFlur: 1, Flurstück: 61/1                   |              |         | 169205 DDB |
| Bild gesucht BW | Querdielendoppelhaus                           | Wesetalstraße 30/32 LageFlur: 2, Flurstück: 34/1, 64/34         |              |         | 169206 DDB |
| Bild gesucht BW | Althoffs Mühle                                 | Zum Kahlenberg 1 LageFlur: 19, Flurstück: 16                    |              |         | 924362 DDB |

### Königshagen
| Bild            | Bezeichnung                                                 | Lage                                               | Beschreibung | Bauzeit | Objekt-Nr. |
| --------------- | ----------------------------------------------------------- | -------------------------------------------------- | ------------ | ------- | ---------- |
| Bild gesucht BW | Feldscheune                                                 | Auf dem Harnischacker LageFlur: 11, Flurstück: 5/1 |              |         | 961174 DDB |
| Bild gesucht BW | Feldscheune                                                 | Auf dem Harnischacker LageFlur: 11, Flurstück: 6/1 |              |         | 961175 DDB |
| Bild gesucht BW | Hirtenhaus                                                  | Hagenstraße 2 LageFlur: 1, Flurstück: 93/4         |              |         | 169208 DDB |
| Bild gesucht BW | Fachwerkwohnstallhaus, Dielenerweiterung und Hofpflasterung | Hagenstraße 4 LageFlur: 1, Flurstück: 113/2        |              |         | 169209 DDB |
| Bild gesucht BW | Fachwerkeinhaus und Scheune                                 | Hagenstraße 6 LageFlur: 1, Flurstück: 114/1        |              |         | 169210 DDB |
| Bild gesucht BW | Fachwerkhakenhof                                            | Hagenstraße 8 LageFlur: 1, Flurstück: 117/2        |              |         | 169211 DDB |
| Bild gesucht BW | Fachwerkwohnhaus                                            | Königsstraße 1 LageFlur: 1, Flurstück: 1           |              |         | 169212 DDB |
| Bild gesucht BW | Flurquerdielenhaus und Scheune                              | Königsstraße 2 LageFlur: 1, Flurstück: 17/1        |              |         | 169213 DDB |
| Bild gesucht BW | Fachwerkwohnhaus                                            | Königsstraße 3 LageFlur: 1, Flurstück: 2/2         |              |         | 169214 DDB |
| Bild gesucht BW | Fachwerkhofanlage                                           | Königsstraße 7 LageFlur: 1, Flurstück: 10/1        |              |         | 169215 DDB |
| Bild gesucht BW | Fachwerkwohnhaus + Stall + Scheune + Pflasterung            | Königsstraße 8 LageFlur: 1, Flurstück: 33/1        |              |         | 169216 DDB |
| Bild gesucht BW | Fachwerkwohnhaus                                            | Königsstraße 11 LageFlur: 1, Flurstück: 206/95     |              |         | 169217 DDB |
| Bild gesucht BW | Fachwerkwohnhaus + Scheune                                  | Königsstraße 19 LageFlur: 1, Flurstück: 60/1       |              |         | 169218 DDB |
| Bild gesucht BW | Fachwerkwohnhaus                                            | Königsstraße 21 LageFlur: 1, Flurstück: 61/3       |              |         | 169219 DDB |
| Bild gesucht BW | Fachwerkeinhaus                                             | Rainstraße 2 LageFlur: 1, Flurstück: 68/2          |              |         | 169220 DDB |
| weitere Bilder  | Evangelische Kirche                                         | Turmstraße 1 LageFlur: 1, Flurstück: 102           |              |         | 169221 DDB |
| Bild gesucht BW | Fachwerkeinhaus                                             | Turmstraße 9 LageFlur: 1, Flurstück: 67/1          |              |         | 169223 DDB |
| Bild gesucht BW | Fachwerkscheune                                             | Turmstraße 11 LageFlur: 1, Flurstück: 64/1         |              |         | 169224 DDB |

### Mehlen
| Bild                                                   | Bezeichnung                                                         | Lage                                                                    | Beschreibung | Bauzeit | Objekt-Nr. |
| ------------------------------------------------------ | ------------------------------------------------------------------- | ----------------------------------------------------------------------- | ------------ | ------- | ---------- |
| Fachwerkhofanlage                                      | Fachwerkhofanlage                                                   | Affolderner Straße 3 LageFlur: 5, Flurstück: 27/2                       |              |         | 169226 DDB |
| ehem. Gastwirtschaft Rischard                          | ehem. Gastwirtschaft Rischard                                       | Affolderner Straße 4 LageFlur: 5, Flurstück: 39/2                       |              |         | 169227 DDB |
| Bild gesucht BW                                        | Fachwerkwohnhaus                                                    | Affolderner Straße 19 LageFlur: 6, Flurstück: 46/1                      |              |         | 169228 DDB |
| Bild gesucht BW                                        | Sachgesamtheit Eisenbahn                                            | Eisenbahn LageFlur: 2, Flurstück: 145/33                                |              |         | 953781 DDB |
| Fachwerkwohnhaus                                       | Fachwerkwohnhaus                                                    | Kirchplatz 1 LageFlur: 5, Flurstück: 119/3                              |              |         | 924363 DDB |
| weitere Bilder                                         | Evangelische Kirche                                                 | Kirchplatz 2 LageFlur: 5, Flurstück: 117/1                              |              |         | 169230 DDB |
| Bild gesucht BW                                        | Hakenhof                                                            | Kirchplatz 9 LageFlur: 5, Flurstück: 149/1                              |              |         | 169231 DDB |
| Fachwerkwohnhaus                                       | Fachwerkwohnhaus                                                    | Lieschensruh 16 (ggf. neue Hausnummer 10) LageFlur: 2, Flurstück: 53/11 |              |         | 169232 DDB |
| weitere Bilder                                         | Fachwerkwohnhaus mit Scheune, Durchfahrtsscheune und Hofpflasterung | Waldecker Straße 1 LageFlur: 5, Flurstück: 50/2, 50/3                   |              |         | 169233 DDB |
| Fachwerkwohnhaus                                       | Fachwerkwohnhaus                                                    | Waldecker Straße 3 LageFlur: 5, Flurstück: 57/3                         |              |         | 169234 DDB |
| Querdielenhaus mit Stallerweiterung, Scheune und Stall | Querdielenhaus mit Stallerweiterung, Scheune und Stall              | Waldecker Straße 11 LageFlur: 5, Flurstück: 71/3                        |              |         | 169236 DDB |

### Wellen
| Bild                        | Bezeichnung                 | Lage                                                                    | Beschreibung                    | Bauzeit | Objekt-Nr. |
| --------------------------- | --------------------------- | ----------------------------------------------------------------------- | ------------------------------- | ------- | ---------- |
| Bild gesucht BW             | Ehemaliges Schulhaus        | Bachstraße 6 LageFlur: 1, Flurstück: 22/8                               |                                 |         | 169237 DDB |
| Bild gesucht BW             |                             | Bachstraße 7 LageFlur: 1, Flurstück: 33/1                               | (nur als Teil der Gesamtanlage) |         | 942529     |
| Bild gesucht BW             |                             | Bachstraße 8 LageFlur: 1, Flurstück: 29/2                               | (nur als Teil der Gesamtanlage) |         | 942492     |
|                             |                             | Bachstraße 10 LageFlur: 1, Flurstück: 86/2                              | (nur als Teil der Gesamtanlage) |         | 942512     |
| Wohnstallhaus               | Wohnstallhaus               | Bachstraße 11 LageFlur: 1, Flurstück: 44/4                              |                                 |         | 169238 DDB |
|                             |                             | Bachstraße 12 LageFlur: 1, Flurstück: 88/2                              | (nur als Teil der Gesamtanlage) |         | 942513     |
| Fachwerkwohnhaus + Anbauten | Fachwerkwohnhaus + Anbauten | Bachstraße 13 LageFlur: 1, Flurstück: 207/47                            |                                 |         | 169239 DDB |
| Feuerwehrhaus               | Feuerwehrhaus               | Bachstraße 14 LageFlur: 1, Flurstück: 103/1                             |                                 |         | 924364 DDB |
|                             |                             | Bachstraße 16 LageFlur: 1, Flurstück: 104/1                             | (nur als Teil der Gesamtanlage) |         | 942517     |
| Bild gesucht BW             | Fachwerkwohnhaus            | Bachstraße 17 LageFlur: 1, Flurstück: 56/1                              |                                 |         | 169240 DDB |
|                             |                             | Bachstraße 18 LageFlur: 1, Flurstück: 107/3                             | (nur als Teil der Gesamtanlage) |         | 942532     |
| Bild gesucht BW             | Fachwerkwohnhaus            | Bachstraße 19 LageFlur: 1, Flurstück: 54/1                              |                                 |         | 924365 DDB |
| Bild gesucht BW             |                             | Bachstraße 21 LageFlur: 1, Flurstück: 98/5                              | (nur als Teil der Gesamtanlage) |         | 942526     |
| Bild gesucht BW             |                             | Bachstraße 23 LageFlur: 1, Flurstück: 99                                | (nur als Teil der Gesamtanlage) |         | 942527     |
|                             |                             | Bonifatiusweg 1/1a LageFlur: 1, Flurstück: 59/1                         | (nur als Teil der Gesamtanlage) |         | 942510     |
| Bild gesucht BW             | Fachwerkhakenhof            | Bonifatiusweg 2 LageFlur: 1, Flurstück: 66                              |                                 |         | 169242 DDB |
|                             |                             | Bonifatiusweg 3 LageFlur: 1, Flurstück: 60/1                            | (nur als Teil der Gesamtanlage) |         | 942493     |
|                             |                             | Bonifatiusweg 4 LageFlur: 1, Flurstück: 68/3                            | (nur als Teil der Gesamtanlage) |         | 942522     |
|                             |                             | Bonifatiusweg 5 LageFlur: 1, Flurstück: 65                              | (nur als Teil der Gesamtanlage) |         | 942494     |
|                             |                             | Bonifatiusweg 6 LageFlur: 1, Flurstück: 71/4                            | (nur als Teil der Gesamtanlage) |         | 942497     |
|                             |                             | Bonifatiusweg 7 LageFlur: 1, Flurstück: 77                              | (nur als Teil der Gesamtanlage) |         | 942496     |
| Bild gesucht BW             |                             | Bonifatiusweg 8 LageFlur: 1, Flurstück: 71/5                            | (nur als Teil der Gesamtanlage) |         | 942498     |
|                             |                             | Bonifatiusweg 9 LageFlur: 1, Flurstück: 79                              | (nur als Teil der Gesamtanlage) |         | 942503     |
|                             |                             | Bonifatiusweg 10 LageFlur: 1, Flurstück: 71/6                           | (nur als Teil der Gesamtanlage) |         | 942499     |
| Bild gesucht BW             |                             | Bonifatiusweg 10a LageFlur: 1, Flurstück: 71/7                          | (nur als Teil der Gesamtanlage) |         | 942500     |
|                             |                             | Bonifatiusweg 11 LageFlur: 1, Flurstück: 80/2                           | (nur als Teil der Gesamtanlage) |         | 942504     |
|                             |                             | Bonifatiusweg 11a LageFlur: 1, Flurstück: 80/3                          | (nur als Teil der Gesamtanlage) |         | 942505     |
|                             |                             | Bonifatiusweg 12 LageFlur: 1, Flurstück: 163/74                         | (nur als Teil der Gesamtanlage) |         | 942509     |
|                             |                             | Bonifatiusweg 13 LageFlur: 1, Flurstück: 110/1                          | (nur als Teil der Gesamtanlage) |         | 942515     |
|                             |                             | Bonifatiusweg 14 LageFlur: 1, Flurstück: 76                             | (nur als Teil der Gesamtanlage) |         | 942501     |
|                             |                             | Bonifatiusweg 18 LageFlur: 1, Flurstück: 73/2                           | (nur als Teil der Gesamtanlage) |         | 942534     |
| weitere Bilder              | Evangelische Kirche         | Bonifatiusweg 20, Züschener Straße LageFlur: 1, Flurstück: 112/2, 113/3 |                                 |         | 169241 DDB |
|                             |                             | Friedrichstraße 2 LageFlur: 1, Flurstück: 142/62                        | (nur als Teil der Gesamtanlage) |         | 942516     |
|                             |                             | Friedrichstraße 3 LageFlur: 1, Flurstück: 84/1                          | (nur als Teil der Gesamtanlage) |         | 942511     |
|                             |                             | Friedrichstraße 4 LageFlur: 1, Flurstück: 63                            | (nur als Teil der Gesamtanlage) |         | 942523     |
|                             |                             | Friedrichstraße 5 LageFlur: 1, Flurstück: 78                            | (nur als Teil der Gesamtanlage) |         | 942502     |
|                             |                             | Friedrichstraße 6 LageFlur: 1, Flurstück: 196/64                        | (nur als Teil der Gesamtanlage) |         | 942519     |
| Fachwerkwohnhaus            | Fachwerkwohnhaus            | Kornstraße 1 LageFlur: 1, Flurstück: 172/106                            |                                 |         | 169243 DDB |
| Bild gesucht BW             |                             | Kornstraße 2 LageFlur: 1, Flurstück: 83/1                               | (nur als Teil der Gesamtanlage) |         | 942528     |
| Bild gesucht BW             | Fachwerkwohnhaus            | Kornstraße 3 LageFlur: 1, Flurstück: 107/3                              |                                 |         | 924366 DDB |
| Bild gesucht BW             |                             | Kornstraße 4 LageFlur: 1, Flurstück: 81                                 | (nur als Teil der Gesamtanlage) |         | 942506     |
|                             |                             | Kornstraße 5 LageFlur: 1, Flurstück: 109/4                              | (nur als Teil der Gesamtanlage) |         | 942518     |
| Fachwerkhofanlage           | Fachwerkhofanlage           | Obere Stiegel 2 LageFlur: 1, Flurstück: 90                              |                                 |         | 169244 DDB |
|                             |                             | Obere Stiegel 3 LageFlur: 1, Flurstück: 51/1                            | (nur als Teil der Gesamtanlage) |         | 942507     |
|                             |                             | Obere Stiegel 4 LageFlur: 1, Flurstück: 97/4                            | (nur als Teil der Gesamtanlage) |         | 942525     |
| Bild gesucht BW             |                             | Obere Stiegel 5 LageFlur: 1, Flurstück: 49/2                            | (nur als Teil der Gesamtanlage) |         | 942530     |
|                             |                             | Obere Stiegel 8 LageFlur: 1, Flurstück: 92/3                            | (nur als Teil der Gesamtanlage) |         | 942531     |
|                             |                             | Untere Stiegel 1 LageFlur: 1, Flurstück: 67                             | (nur als Teil der Gesamtanlage) |         | 942495     |
| Fachwerkhofanlage           | Fachwerkhofanlage           | Untere Stiegel 2 LageFlur: 1, Flurstück: 29/3                           |                                 |         | 169245 DDB |
|                             |                             | Untere Stiegel 3 LageFlur: 1, Flurstück: 69/2                           | (nur als Teil der Gesamtanlage) |         | 942524     |
| Fachwerkwohnhaus            | Fachwerkwohnhaus            | Untere Stiegel 4 LageFlur: 1, Flurstück: 28                             |                                 |         | 169246 DDB |
| Bild gesucht BW             |                             | Untere Stiegel 5 LageFlur: 1, Flurstück: 73/2                           | (nur als Teil der Gesamtanlage) |         | 942533     |
|                             |                             | Untere Stiegel 6 LageFlur: 1, Flurstück: 27                             | (nur als Teil der Gesamtanlage) |         | 942520     |
|                             |                             | Untere Stiegel 8 LageFlur: 1, Flurstück: 157/26                         | (nur als Teil der Gesamtanlage) |         | 942514     |